# Địa Đàn

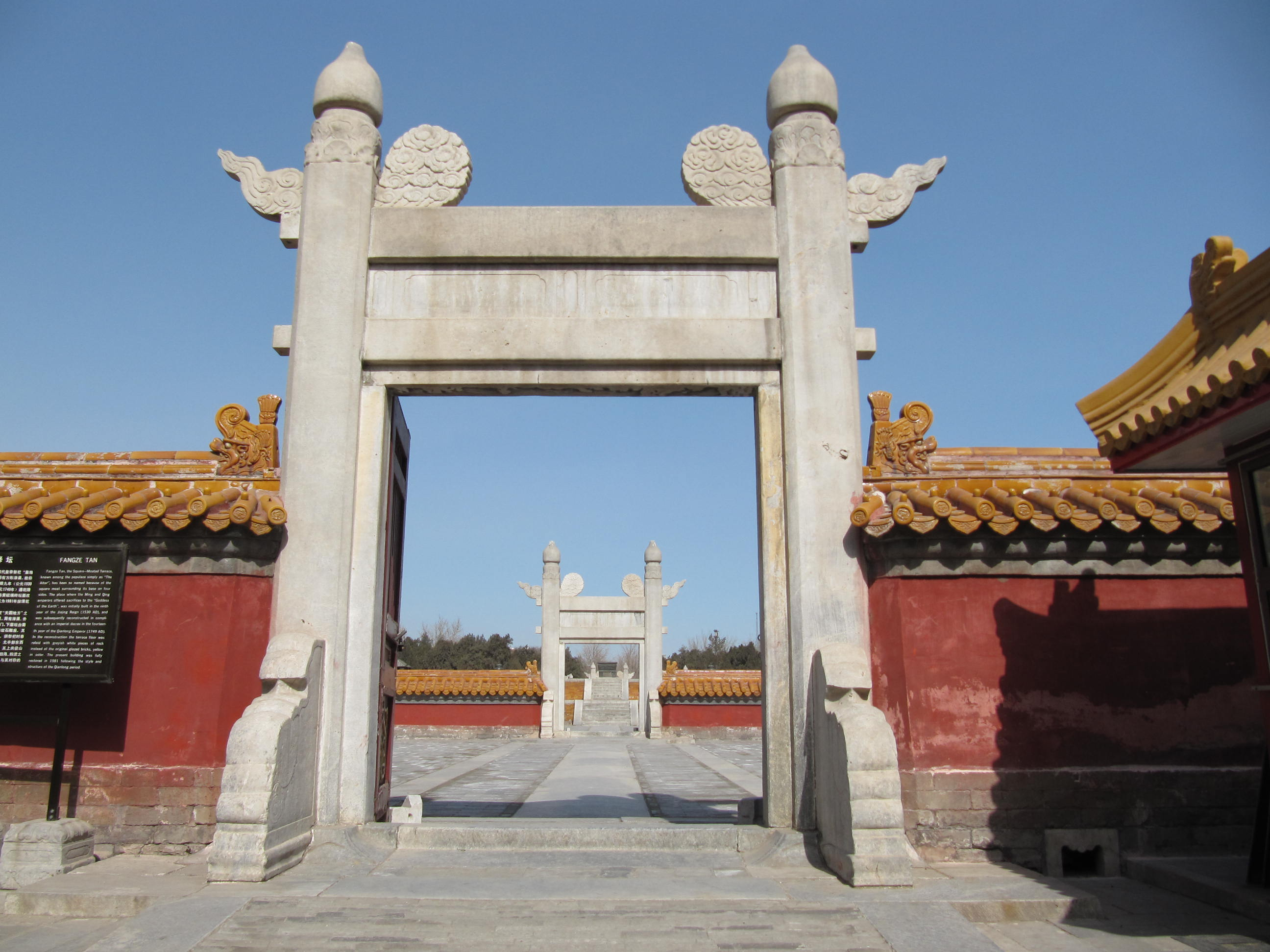
Bậc thang lên Miếu thờ tại Địa Đàn

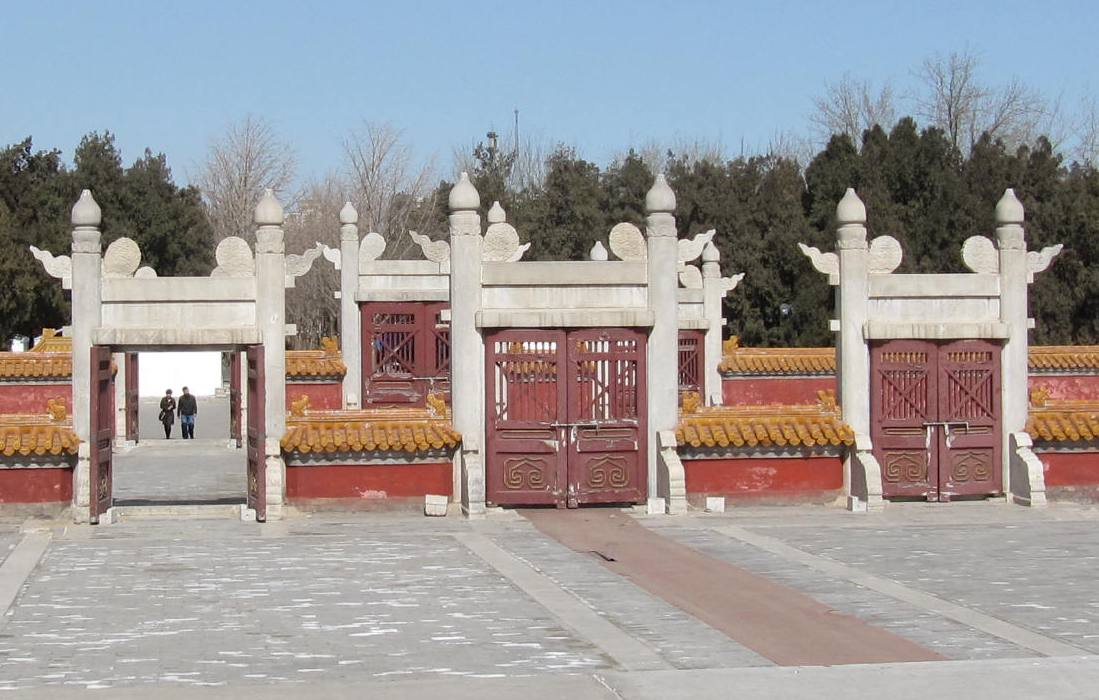

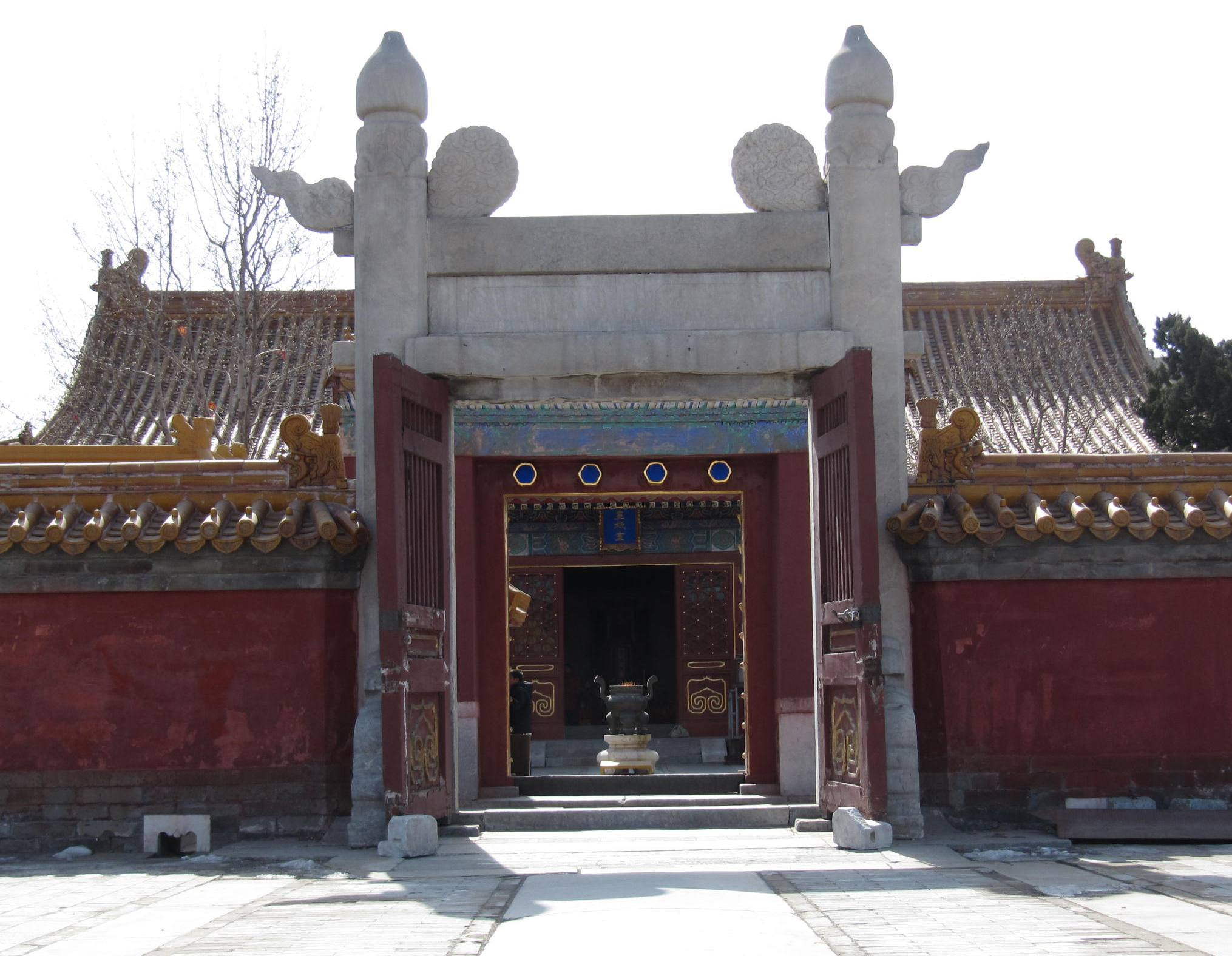

Địa Đàn (giản thể: 地坛; phồn thể: 地壇; bính âm: Dìtán) ở ngoài An Định Môn (安定門)，là
nơi Hoàng đế hai triều đại nhà Minh và nhà Thanh mỗi năm vào Hạ chí đến cúng tế thổ địa。

## Lịch sử
Được xây dựng vào năm Gia Tĩnh cửu niên nhà Minh (1530), diện tích 42,7公頃，nh。Có Phương Dịch Đàn (方澤壇) nổi tiếng。Nghi lễ cúng tế mỗi năm cử hành vào ngày Hạ Chí lịch Trung Quốc, do Hoàng đế đích thân cúng vái.